# Matanza de Viale Lazio
La Matanza de Viale Lazio, perpetrada el 10 de diciembre de 1969, fue un ajuste de cuentas en la Cosa Nostra siciliana. El jefe mafioso Michele Cavataio y tres hombres fueron asesinados en Viale Lazio de Palermo (Sicilia) por un escuadrón mafioso. El baño de sangre marcó el final de una "pax mafiosa" que reinaba desde la Masacre de Ciaculli hasta el final del proceso de Catanzaro contra la Cosa Nostra.

## Eventos precedentes
Cavataio había sido uno de los protagonistas de la Primera guerra de la mafia en 1962-63. Según el pentito Tommaso Buscetta había sido Cavataio que deliberadamente había aumentado la tensión entre diferentes facciones. Fue considerado el responsable de la Masacre de Ciaculli, un ataque con bomba contra Salvatore "Ciaschiteddu" Greco. Además, siguió alimentando la guerra a través de ataques con bombas y asesinatos. Otro pentito, Gaetano Grado, confirmó el testimonio de Buscetta.
Después del proceso de Catanzaro relacionado con la Primera guerra de la mafia, finalizada en diciembre de 1968, varios jefes de la mafia decidieron eliminar a Cavataio durante una reunión en Zürich por instigación de Salvatore "Ciaschiteddu" Greco que había venido desde Venezuela. Greco suscribía la teoría de Buscetta de cómo había empezado la Primera guerra de la mafia. Cavataio afirmaba haber diseñado un mapa de las familias de la mafia de Palermo incluyendo los nombres de todos los miembros en un intento de chantajear a la organización. Dicho mapa habría resultado peligroso si la policía lo hubiera descubierto.
El escuadrón mafioso incluía a Bernardo Provenzano, Calogero Bagarella (hermano mayor de Leoluca Bagarella, el cuñado de Totò Riina), Emanuele D’Agostino de la familia mafiosa de Santa Maria di Gesù que dirigía Stefano Bontade, Gaetano Grado y Damiano Caruso, un soldado de Giuseppe Di Cristina,  el jefe de la mafia de Riesi.
La composición del escuadrón, de acuerdo con las declaraciones de Buscetta, fue una clara indicación de que el asesinato había sido acordado en conjunto por todas las grandes familias de la mafia siciliana: no solo se incluyó a Calogero Bagarella de Corleone, y a un miembro de la familia de Stefano Bontate en Palermo, sino también a un soldado de la familia de Giuseppe Di Cristina en el otro extremo de Sicilia, en Riesi.

## El ataque
Sobre las 19:30h. los asesinos uniformados como policías llevaban escopetas, metralletas y pistolas. Entraron en las oficinas de la empresa de construcción de Girolamo Moncada en Viale Lazio, Palermo. El constructor, sus hijos, el contable de la empresa y Cavataio estaban celebrando una reunión junto con otros hombres. Todos estaban armados, como de costumbre.
Provenzano y Bagarella encabezaron el ataque, seguido de Caruso. Según una versión, Caruso disparó demasiado pronto, esfumando el factor sorpresa. Cavataio fue capaz de disparar y matar a Bagarella y herir a Caruso y Provenzano, antes de agacharse debajo de un escritorio, fingiéndose muerto. Provenzano comenzó a tirar de los tobillos de Cavataio para obtener el mapa del organigrama de la mafia – el rumor era que Cavataio lo mantenía oculto en un calcetín. Cavataio intentó disparar a Provenzano, pero se había quedado sin balas. Provenzano intentó disparar con su ametralladora, pero se le había atascado, así que le golpeó inconsciente con la culata. Posteriormente lo asesinaría con una pistola.
El tiroteo duró unos minutos y dejó cinco muertos: Cavataio, el mafioso Francesco Tumminello, el contable de Salvatore Bevilacqua, Giovanni Domè, un guardia de seguridad, así como Bagarella, uno de los atacantes.  Se dispararon 108 balas en la refriega. El cuerpo de Bagarella fue transportado en coche y enterrado en secreto en su ciudad natal, Corleone.
La historia era que Provenzano había salvado la situación con su subfusil MAB 38 y se había ganado una reputación como eficiente asesino con el ataque. El ataque acrecentó la reputación de Provenzano. Su apodo era "u’ tratturi" (el tractor) ya que como un pentito dijo, ‘por donde pasaba, la hierba no crecía’.
Sin embargo, de acuerdo con Gaetano Grado - uno de los participantes que se convirtió en colaborador de justicia en 1999 - era Provenzano quien se había equivocado en el ataque, disparando demasiado pronto. Grado dijo que ayudó a organizar el golpe y fue testigo de los asesinatos de primera mano. "Todo el mundo tenía miedo de Cavataio", dice Grado, un primo del pentito Salvatore Contorno. Todos los soldados enviados para matar a Cavataio "eran veteranos expertos," dijo Grado. "Todos ya habían asesinado al menos a diez personas""

## Juicios por la matanza de Viale Lazio
En septiembre de 1972, se llevó a cabo el juicio por la matanza de Viale Lazio; habían sido detenidos 24 acusados. Al principio, Filippo y Angelo Moncada, hijos del constructor, fueron encarcelados bajo sospecha de ser los autores del crimen. En el hospital, donde fueron internados por las heridas de arma de fuego, Filippo empezó a hablar de las reuniones de su padre con mafiosos notorios, y describió cómo Cavataio se había ido convirtiendo en el verdadero jefe en la empresa de Moncada.
Los hermanos Moncada fueron liberados de prisión, pero su padre fue puesto bajo custodia junto con 24 presuntos participantes en la matanza de Viale Lazio que habían sido detenidos en las pruebas presentadas por los dos hermanos. La sentencia definitiva del jurado en el primer juicio fue que no se encontraron evidencias para probar que alguno de los 24 acusados había sido directamente responsable de la matanza.
No será hasta 2007 que Salvatore Riina y Bernardo Provenzano fueron a juicio por su papel en la masacre de Viale Lazio. Riina está acusado de ordenar la masacre y Provenzano está acusado de ejecutarla. En abril de 2009, casi cuarenta años después del ataque, ambos fueron condenados a cadena perpetua.